# Golden State Warriors 1995-1996
La stagione 1995-96 dei Golden State Warriors fu la 47ª nella NBA per la franchigia.
I Golden State Warriors arrivarono sesti nella Pacific Division della Western Conference con un record di 36-46, non qualificandosi per i play-off.

## Risultati
| Squadra                | V  | P  | %    | GB |
| ---------------------- | -- | -- | ---- | -- |
| Seattle SuperSonics    | 64 | 18 | 78,0 | -  |
| Los Angeles Lakers     | 53 | 29 | 64,6 | 11 |
| Portland Trail Blazers | 44 | 38 | 53,7 | 20 |
| Phoenix Suns           | 41 | 41 | 50,0 | 23 |
| Sacramento Kings       | 39 | 43 | 47,6 | 25 |
| Golden State Warriors  | 36 | 46 | 43,9 | 28 |
| Los Angeles Clippers   | 29 | 53 | 35,4 | 35 |

## Roster
| N° | Naz.                   | Ruolo | Sportivo          | Anno | Alt. | Peso \|\| |
| -- | ---------------------- | ----- | ----------------- | ---- | ---- | --------- |
| 3  | Stati Uniti (bandiera) | A     | Donyell Marshall  | 1973 | 206  | 99        |
| 4  | Stati Uniti (bandiera) | C     | Rony Seikaly      | 1965 | 211  | 104       |
| 7  | Stati Uniti (bandiera) | A     | Jerome Kersey     | 1962 | 201  | 98        |
| 10 | Stati Uniti (bandiera) | G     | Tim Hardaway      | 1966 | 183  | 79        |
| 11 | Stati Uniti (bandiera) | G     | B.J. Armstrong    | 1967 | 188  | 79        |
| 12 | Stati Uniti (bandiera) | G     | Bimbo Coles       | 1968 | 185  | 82        |
| 12 | Stati Uniti (bandiera) | A     | David Wood        | 1964 | 206  | 103       |
| 15 | Stati Uniti (bandiera) | G     | Latrell Sprewell  | 1970 | 196  | 86        |
| 17 | Stati Uniti (bandiera) | GA    | Chris Mullin      | 1963 | 198  | 91        |
| 20 | Stati Uniti (bandiera) | G     | Jon Barry         | 1969 | 193  | 88        |
| 21 | Stati Uniti (bandiera) | GA    | Robert Churchwell | 1972 | 198  | 88        |
| 25 | Stati Uniti (bandiera) | AC    | Chris Gatling     | 1967 | 208  | 100       |
| 32 | Stati Uniti (bandiera) | A     | Joe Smith         | 1975 | 208  | 102       |
| 41 | Stati Uniti (bandiera) | AC    | Kevin Willis      | 1962 | 213  | 100       |
| 43 | Paesi Bassi (bandiera) | C     | Geert Hammink     | 1969 | 213  | 119       |
| 44 | Stati Uniti (bandiera) | AC    | Clifford Rozier   | 1972 | 211  | 111       |
| 55 | Stati Uniti (bandiera) | AC    | Andrew DeClercq   | 1973 | 208  | 104       |

## Staff tecnico
- Allenatore: Rick Adelman
- Vice-allenatori: John Wetzel, Rod Higgins, George Irvine
- Preparatore atletico: Tom Abdenour
- Preparatore fisico: Mark Grabow